# الحزب الشيوعي الأرجنتيني
الحزب الشيوعي الأرجنتين هو حزب سياسي في الأرجنتين تأسس في عام 1918. أمين عام الحزب هو بتريسيو إشغراي.